# جمشید نجفی
جمشید نجفی (زادهٔ ۱۳۲۹ – درگذشتهٔ ۱۰ بهمن ۱۳۹۹) خواننده ایرانی بود. از مهم‌ترین ترانه‌های او می‌توان به آهنگ غروب پاییزه و خلبانان ملوانان اشاره کرد

## زندگی‌نامه
جمشید نجفی متولد ۱۷ اسفند ۱۳۲۹ در تهران (محله عباسی) و بزرگ شده خیابان پیروزی بود. پدرش متولد تبریز و اصالتاً باکویی بوده است، مادرش نیز اهل محله جمعه مسجد اردبیل است.
او در نوجوانی در مراسم مذهبی مرثیه خوانی می‌کرد. در سال ۱۳۵۱ با کمک استاد صمد نوریان اولین آلبوم خود را با نام (سلام به لیلی سلام به مجنون) منتشر کرد. از آلبوم‌های معروف قبل از انقلاب این خواننده می‌توان به «دختر گل فروش» و «الو خواهش می‌کنم» اشاره کرد.
جمشید نجفی اثر ماندگار خلبانان، ملوانان که یکی از به یادماندنی‌ترین، حماسی‌ترین و تاثیرگذارترین سرودهای دوره جنگ تحمیلی و در سال ۱۳۶۰ است را به زبان فارسی و زبان ترکی خواند و به واسطه شور و هیجان و فضای حماسی این سرود با استقبال مردم مواجه شد و این قطعه از صدا و سیما و قرارگاه‌های عملیاتی پخش شد و همچنان نیز ماندگار است.
او در سال‌های بعد آلبوم گجه لر و گلدی بابا را با ترانه‌سرایی و آهنگسازی صمد نوریان به زبان ترکی منتشر کرد.
همچنین بعدها آهنگ «غروب پاییزه» که ابتدا توسط مجید فرهنگ اجرا شده بود را منتشر کرد که با خواندن جمشید نجفی این ترانه شنیده و شناخته شد. در ادامه آلبوم‌هایی همچون مهربان آنا، نی نیم، رنگ شب، آخشاملار و … را در کارنامه هنری خود دارد و در چندسال اخیر نیز آلبوم گل مریم را با مجوز اداره فرهنگ و ارشاد تهیه و تولید کرد اما منتشر نشد.

### ازدواج و فرزندان
او ابتدا با گیتا از خوانندگان قدیمی ازدواج کرد و در سال ۱۳۶۹ از یکدیگر جدا شدند و فرزندی ندارند.
در سال ۱۳۷۸ با پروین نظری از بازیگران و تهیه‌کنندگان تئاتر و موسیقی ازدواج کرد و حاصل این ازدواج دو فرزند به نام‌های پریا و پرهام است.

## درگذشت
جمشید نجفی جمعه ۱۰ بهمن ۱۳۹۹ بر اثر تصادف در شهر ری درگذشت.
آرامگاه وی واقع در بهشت زهرا، قطعه ۸۸ هنرمندان می‌باشد.